# François Willem Cornelis Blom
François Willem Cornelis Blom (Rotterdam, 3 oktober 1809 - 's-Gravenhage, 15 januari 1877) was een Nederlands handelaar en politicus.
Blom was de zoon van de Rotterdamse apotheker en handelaar Hermanus Blom en zijn vrouw Marie Françoise Cornelia van der Wallen. Blom volgde zijn vader dan ook op in de handel, en was tot 1867 handelaar in chemicaliën. In 1834 trouwde hij met Lena Wilhelmina Schalkwijk, maar het echtpaar zou kinderloos blijven. Van 1849 tot 1860 was hij lid van de Kamer van Koophandel. Blom sprak zich uit via brochures, eerst anoniem (1847/1848) en later onder zijn eigen naam, tegen de misstanden in de Nederlandse koffiehandel. Volgens sommigen hebben deze brochures uiteindelijk meer bijgedragen aan de wijziging van die praktijken dan het beroemde boek Max Havelaar van Multatuli.
In 1850 werd hij lid van de Provinciale Staten van Zuid-Holland, en een jaar later werd hij gekozen in de Rotterdamse gemeenteraad. In 1862 versloeg hij de voormalige minister en latere voorzitter van de ministerraad Jacob Pieter Pompejus van Zuylen van Nijevelt bij tussentijdse Kamerverkiezingen, en werd hij voor het kiesdistrict Rotterdam in de Kamer benoemd. Hij zou tot 1876 lid blijven. De Rotterdamse liberaal hield zich in de Kamer vooral bezig met handel, financiën en koloniën. Hij ontpopte zich als medestander van Fransen van de Putte die zich inzette voor de afschaffing van het Cultuurstelsel. Blom publiceerde regelmatig in tijdschriften over economische onderwerpen. Blom stemde in 1868 vóór de motie-Blussé van Oud-Alblas, die uitsprak dat de Kamerontbinding van 1867 niet in het landsbelang was geweest en in 1874 tegen de ontwerp-Vestingwet van minister Weitzel. In 1874 werd Blom benoemd tot Ridder in de Orde van de Nederlandse Leeuw en in 1876 nam hij ontslag als Kamerlid om gezondheidsredenen.